# Başalan, Ayvacık
Başalan là một xã thuộc huyện Ayvacık, tỉnh Samsun, Thổ Nhĩ Kỳ. Dân số thời điểm năm 2010 là 410 người.